# Andreas Haider-Maurer
Andreas Haider-Maurer (Zwettl-Niederösterreich, 22 marzo 1987) è un ex tennista austriaco.

## Carriera
Il giovane austriaco partecipa per la prima volta ad un torneo dello Slam allo US Open 2010. In questa occasione però viene eliminato già al primo turno dallo svedese Robin Söderling, testa di serie numero 5 del torneo, in cinque set con il punteggio di 5-7, 3-6, 7-6, 7-5, 4-6.
L'austriaco disputa la sua prima finale in carriera, in un torneo dell'ATP Tour, il 31 ottobre 2010 a Vienna ma viene battuto dal connazionale Jürgen Melzer per 7-6, 6-7, 4-6.
Il 27 marzo 2011 è riuscito a vincere il suo primo torneo della carriera, nella categoria Challenger, a Caltanissetta battendo in finale l'italiano Matteo Viola in due set per 6-1, 7-6.

## Statistiche

### Singolare

#### Finali perse (1)
| Legenda                   |
| Grande Slam (0)           |
| ATP World Tour Finals (0) |
| ATP Masters 1000 (0)      |
| ATP World Tour 500 (0)    |
| ATP World Tour 250 (1)    |

| Numero | Data            | Torneo              | Superficie  | Avversario in finale | Punteggio            |
| 1.     | 31 ottobre 2010 | Vienna Open, Vienna | Cemento (i) | Jürgen Melzer        | 7–6(10), 6(4)–7, 4-6 |

### Tornei minori

#### Singolare

##### Vittorie (1)
| Legenda         |
| Challengers (1) |
| Futures (0)     |

| Numero | Data          | Torneo                                     | Superficie  | Avversario in finale | Punteggio   |
| 1.     | 27 marzo 2011 | Città di Caltanissetta 2011, Caltanissetta | Terra rossa | Matteo Viola         | 6-1, 7–6(1) |